# Fórmula de Hadjicostas
En matemáticas, la fórmula de Hadjicostas es una fórmula que relaciona una cierta integral doble con valores de la función gamma y la función zeta de Riemann. Es llamada en honor a Petros Hadjicostas.

## Enunciado
Sea s un número complejo con s ≠ -1 y Re(s) > −2.  Entonces
{\displaystyle \int _{0}^{1}\int _{0}^{1}{\frac {1-x}{1-xy}}(-\log(xy))^{s}\,dx\,dy=\Gamma (s+2)\left(\zeta (s+2)-{\frac {1}{s+1}}\right).}
Aquí Γ es la función Gamma y ζ es la función zeta de Riemann.

## Antecedentes
La primera instancia de la fórmula fue demostrada y usada por Frits Beukers en su artículo de 1978 paper dando una demostración alternativa al teorema de Apéry.  Él demostró la fórmula cuando s = 0, y demostró una formulación equivalente para el caso s = 1.  Esto permitió a Petros Hadjicostas conjeturar la fórmula descrita arriba en 2004, y en una semana había sido demostrada por Robin Chapman.  Él demostró que la fórmula se cumple cuando Re(s) > −1, y entonces se puede extender ese resultado por extensión analítica para llegar al resultado completo.

## Casos especiales
Así como en los dos casos en lo que Beukers obtiene expresiones alternativas para ζ(2) y ζ(3), la fórmula puede usarse para expresar la constante de Euler–Mascheroni como una integral doble haciendo tender s a −1:
{\displaystyle \gamma =\int _{0}^{1}\int _{0}^{1}{\frac {1-x}{(1-xy)(-\log(xy))}}\,dx\,dy.}
Esta última fórmula fue descubierta primero por Jonathan Sondow y es la referida en el título del artículo de Hadjicostas.

### Artículos
- Hessami Pilehrood, Kh.; Hessami Pilehrood, T. (2008). «Vacca-type series for values of the generalized-Euler-constant  function and its derivative». arXiv:0808.0410.

- Sondow, J (2005). «Double integrals for Euler's constant and ln 4/π and an analog of Hadjicostas's formula». American Mathematical Monthly 112: 61-65. arXiv:math.CA/0211148. doi:10.2307/30037385.
- Sondow, Jonathan; Hadjicostas, Petros (2008). «The generalized-Euler-constant function γ(z) and a generalization of Somos's quadratic recurrence constant». Journal of Mathematical Analysis and Applications 332: 292-314. arXiv:math/0610499. doi:10.1016/j.jmaa.2006.09.081.

- Datos: Q5637922